# Апридонидзе, Милица Николаевна
Милица Николаевна Апридонидзе (1927, Кутаисский уезд, ССР Грузия) — рабочая Цулукидзевского совхоза Министерства сельского хозяйства СССР, Цулукидзевский район, Грузинская ССР. Герой Социалистического Труда (1951).

## Биография
Родилась в 1927 году в крестьянской семье в одном из сельских населённых пунктов Кутаисского уезда. После окончания местной начальной школы трудилась на чайной плантации Цулукидзевского совхоза. За выдающиеся трудовые результаты по итогам 1949 года была награждена Орденом Ленина.
В 1950 году собрала 8353 килограмма сортового чайного листа на площади 0,5 гектара. Указом Президиума Верховного Совета СССР от 1 сентября 1951 года удостоена звания Героя Социалистического Труда за «получение в 1950 году высоких урожаев сортового зелёного чайного листа и винограда» с вручением ордена Ленина и золотой медали «Серп и Молот» (№ 6171).
Этим же указом званием Героя Социалистического Труда была награждена рабочая Цулукидзевского совхоза Тамара Давидовна Хачапуридзе.
В последующем переехала в Армянскую ССР, где трудилась на предприятии лёгкой промышленности.
Награды
- Герой Социалистического Труда
- Орден Ленина — дважды (31.07.1950; 1951)